# Fed Cup 1999
La Fed Cup 1999 è stata la 37ª edizione del più importante torneo tennistico per nazionali femminili. Hanno partecipato alla competizione 95 nazionali. La finale si è giocata dal 18 al 19 settembre al Taube Tennis Stadium di Stanford negli Stati Uniti ed è stata vinta dagli Stati Uniti che ha battuto la Russia.

## World Group I
| Squadre partecipanti | Squadre partecipanti | Squadre partecipanti | Squadre partecipanti |
| Croazia              | Francia              | Italia               | Russia               |
| Slovacchia           | Spagna               | Svizzera             | Stati Uniti          |
| -------------------- | -------------------- | -------------------- | -------------------- |

### Tabellone
|  | Quarti di finale | Quarti di finale | Quarti di finale |             |             | Semifinali  | Semifinali | Semifinali |  |  | Finale | Finale | Finale |  |
|  |                  |                  |                  |             |             |             |            |            |  |  |        |        |        |  |
|  | Spagna           | Spagna           | 2                |             |             |             |            |            |  |  |        |        |        |  |
|  | Spagna           | Spagna           | 2                |             |             |             |            |            |  |  |        |        |        |  |
|  | Italia           | Italia           | 3                |             |             |             |            |            |  |  |        |        |        |  |
|  | Italia           | Italia           | 3                |             | Italia      | Italia      | 1          |            |  |  |        |        |        |  |
|  |                  |                  |                  |             | Italia      | Italia      | 1          |            |  |  |        |        |        |  |
|  |                  |                  | Stati Uniti      | Stati Uniti | 4           |             |            |            |  |  |        |        |        |  |
|  | Croazia          | Croazia          | Stati Uniti      | Stati Uniti | 4           | 0           |            |            |  |  |        |        |        |  |
|  | Croazia          | Croazia          |                  |             |             |             |            |            |  |  |        |        |        |  |
|  | Stati Uniti      | Stati Uniti      | 5                |             |             |             |            |            |  |  |        |        |        |  |
|  | Stati Uniti      | Stati Uniti      | 5                |             | Stati Uniti | Stati Uniti | 4          |            |  |  |        |        |        |  |
|  |                  |                  |                  |             |             |             |            |            |  |  |        |        |        |  |
|  |                  |                  | Russia           | Russia      | 1           |             |            |            |  |  |        |        |        |  |
|  | Francia          | Francia          | Russia           | Russia      | 1           | 2           |            |            |  |  |        |        |        |  |
|  | Francia          | Francia          |                  |             |             |             |            |            |  |  |        |        |        |  |
|  | Russia           | Russia           | 3                |             |             |             |            |            |  |  |        |        |        |  |
|  | Russia           | Russia           | 3                |             | Russia      | Russia      | 3          |            |  |  |        |        |        |  |
|  |                  |                  |                  |             | Russia      | Russia      | 3          |            |  |  |        |        |        |  |
|  |                  |                  | Slovacchia       | Slovacchia  | 2           |             |            |            |  |  |        |        |        |  |
|  | Slovacchia       | Slovacchia       | Slovacchia       | Slovacchia  | 2           | 5           |            |            |  |  |        |        |        |  |
|  | Slovacchia       | Slovacchia       |                  |             |             |             |            |            |  |  |        |        |        |  |
|  | Svizzera         | Svizzera         | 0                |             |             |             |            |            |  |  |        |        |        |  |

### Finale
| Stati Uniti 4 | Taube Tennis Center, Stanford, USA 18 settembre - 19 settembre 1999 Cemento | Taube Tennis Center, Stanford, USA 18 settembre - 19 settembre 1999 Cemento | Russia 1 |     |      |  |
| \| \| \| \| 1 \| 2 \| 3 \| \| \| - \| \| ------------------------------------------------------------------ \| --- \| --- \| ---- \| \| \| 1 \| \| Venus Williams Elena Lichovceva \| 6 3 \| 6 4 \| \| \| \| 2 \| \| Lindsay Davenport Elena Dement'eva \| 6 4 \| 6 0 \| \| \| \| 3 \| \| Lindsay Davenport Elena Lichovceva \| 6 4 \| 6 4 \| \| \| \| 4 \| \| Venus Williams Elena Dement'eva \| 6 1 \| 3 6 \| 65 7 \| \| \| 5 \| \| Serena Williams / Venus Williams Elena Dement'eva / Elena Makarova \| 6 2 \| 6 1 \| \| \| |                                                                             |                                                                             |          |     |      |  |
| |                                                                             |                                                                             | 1        | 2   | 3    |  |
| 1 | Stati Uniti (bandiera) · Russia (bandiera)                                  | Venus Williams Elena Lichovceva                                             | 6 3      | 6 4 |      |  |
| 2 | Stati Uniti (bandiera) · Russia (bandiera)                                  | Lindsay Davenport Elena Dement'eva                                          | 6 4      | 6 0 |      |  |
| 3 | Stati Uniti (bandiera) · Russia (bandiera)                                  | Lindsay Davenport Elena Lichovceva                                          | 6 4      | 6 4 |      |  |
| 4 | Stati Uniti (bandiera) · Russia (bandiera)                                  | Venus Williams Elena Dement'eva                                             | 6 1      | 3 6 | 65 7 |  |
| 5 | Stati Uniti (bandiera) · Russia (bandiera)                                  | Serena Williams / Venus Williams Elena Dement'eva / Elena Makarova          | 6 2      | 6 1 |      |  |

## World Group II
Date: 17-18 aprile
| Località (superficie)                            | Squadra Ospitante | Punteggio | Squadra Ospite |
| ------------------------------------------------ | ----------------- | --------- | -------------- |
| 's-Hertogenbosch, Paesi Bassi (Sintetico indoor) | Paesi Bassi       | 0-5       | Belgio         |
| Minsk, Bielorussia (Terra indoor)                | Bielorussia       | 1-4       | Rep. Ceca      |
| Klagenfurt, Austria (Terra)                      | Austria           | 3-2       | Australia      |
| Amburgo, Germania (Terra)                        | Germania          | 3-2       | Giappone       |

- Squadre vincenti promosse al World Group del 2000.
- Squadre perdenti giocano il World Group II Play-offs.

## World Group II Play-offs
Date: 21-24 luglio
Squadre partecipanti
- Argentina
- Australia
- Bielorussia
- Taipei cinese
- Giappone
- Paesi Bassi
- Romania
- Slovenia

Le squadre hanno giocato il 2 gruppo con girone all'italiana, con le vincente dei quali Australia e Paesi Bassi che sono avanzate alla Finale Play-off. Tutti gli altri Gruppo I Zonale della Fed Cup 2000.
| Paesi Bassi 0 | University Sports Centre, Amsterdam, Paesi Bassi 24 luglio 1999 hard | University Sports Centre, Amsterdam, Paesi Bassi 24 luglio 1999 hard | Australia 2 |     |      |  |
| \| \| \| \| 1 \| 2 \| 3 \| \| \| - \| \| ---------------------------- \| --- \| --- \| ---- \| \| \| 1 \| \| Miriam Oremans Nicole Pratt \| 4 6 \| 6 3 \| 8 10 \| \| \| 2 \| \| Kristie Boogert Jelena Dokić \| 5 7 \| 2 6 \| \| \| \| 3 \| \| \| \| \| \| \| |                                                                      |                                                                      |             |     |      |  |
| |                                                                      |                                                                      | 1           | 2   | 3    |  |
| 1 | Paesi Bassi (bandiera) · Australia (bandiera)                        | Miriam Oremans Nicole Pratt                                          | 4 6         | 6 3 | 8 10 |  |
| 2 | Paesi Bassi (bandiera) · Australia (bandiera)                        | Kristie Boogert Jelena Dokić                                         | 5 7         | 2 6 |      |  |
| 3 | Paesi Bassi (bandiera) · Australia (bandiera)                        |                                                                      |             |     |      |  |

- Australia promossa al World Group del 2000.
- Paesi Bassi retrocessa al Gruppo I Zonale della Fed Cup 2000.

## Zona Americana

### Gruppo I
Squadre partecipanti
- Argentina — promossa al World Group II Play-offs
- Brasile
- Canada
- Cile
- Colombia
- Ecuador — retrocessa nel Gruppo II della Fed Cup 2000
- Messico
- Paraguay
- Porto Rico — retrocessa nel Gruppo II della Fed Cup 2000
- Venezuela

### Gruppo II
Squadre partecipanti
- Antigua e Barbuda
- Bahamas
- Barbados
- Bermuda
- Bolivia
- Costa Rica
- Cuba — promossa al Gruppo I della Fed Cup 2000
- Rep. Dominicana
- El Salvador
- Guatemala
- Haiti
- Giamaica
- Panama
- Perù
- Trinidad e Tobago
- Uruguay — promossa al Gruppo I della Fed Cup 2000

## Zona Asia/Oceania

### Gruppo I
Squadre partecipanti
- Cina
- Taipei cinese — promossa al World Group II Play-offs
- Hong Kong
- India
- Indonesia
- Nuova Zelanda
- Oceania Pacifica — retrocessa nel Gruppo II della Fed Cup 2000
- Corea del Sud
- Thailandia
- Uzbekistan — retrocessa nel Gruppo II della Fed Cup 2000

### Gruppo II
Squadre partecipanti
- Figi
- Kazakistan — promossa al Gruppo I della Fed Cup 2000
- Malaysia
- Pakistan
- Singapore — promossa al Gruppo I della Fed Cup 2000
- Siria
- Tagikistan

## Zona Europea/Africana

### Gruppo I
Squadre partecipanti
- Bulgaria
- Danimarca — retrocessa nel Gruppo II della Fed Cup 2000
- Finlandia
- Georgia — retrocessa nel Gruppo II della Fed Cup 2000
- Regno Unito
- Grecia
- Lettonia
- Lussemburgo
- Polonia
- Portogallo — retrocessa nel Gruppo II della Fed Cup 2000
- Romania — promossa al World Group II Play-offs
- Slovenia — promossa al World Group II Play-offs
- Sudafrica
- Svezia
- Ucraina
- Jugoslavia — retrocessa nel Gruppo II della Fed Cup 2000

### Gruppo II
Squadre partecipanti
- Algeria
- Armenia
- Bosnia ed Erzegovina
- Botswana
- Cipro
- Egitto
- Estonia
- Ungheria — promossa al Gruppo I della Fed Cup 2000
- Islanda
- Irlanda
- Israele — promossa al Gruppo I della Fed Cup 2000
- Kenya
- Lituania
- Macedonia
- Madagascar
- Malta
- Moldavia
- Marocco — promossa al Gruppo I della Fed Cup 2000
- Tunisia
- Turchia — promossa al Gruppo I della Fed Cup 2000